# Le Pont de l'Europe
Le Pont de l'Europe är en oljemålning av den franske konstnären Gustave Caillebotte. Den målades 1876 och ingår i samlingarna på Musée du Petit Palais i Genève.
Caillebotte, som hade ärvt en förmögenhet, var både nära vän och mecenat till de samtida impressionistiska konstnärerna. På den tredje impressionistutställningen 1877 deltog han med sex målningar, däribland Le Pont de l'Europe och Parisgata i regn som båda kom att höra till hans mest beundrade och omdiskuterade verk. Trots sitt samarbete med impressionisterna var han i sin stil snarast realistisk och Le Pont de l'Europe utmärks av en tydlig linjeföring. Caillebotte är också känd för att ofta välja motiv från det moderna urbana Paris. 
Målningen föreställer en viadukt som korsar järnvägsspåren vid Gare Saint-Lazare. Platsen benämns idag La place de l'Europe och ligger centralt i Quartier de l'Europe i Paris åttonde arrondissement. Året efter målade Claude Monet av samma plats i Le Pont de l'Europe, Gare Saint-Lazare, en tavla som också ställdes ut på tredje impressionistutställningen. 
Caillebotte målade flera skisser, bland annat en version som kallas On the Pont de l’Europe 1876–1877 och är utställd på Kimbell Art Museum i Fort Worth. 

## Bilder

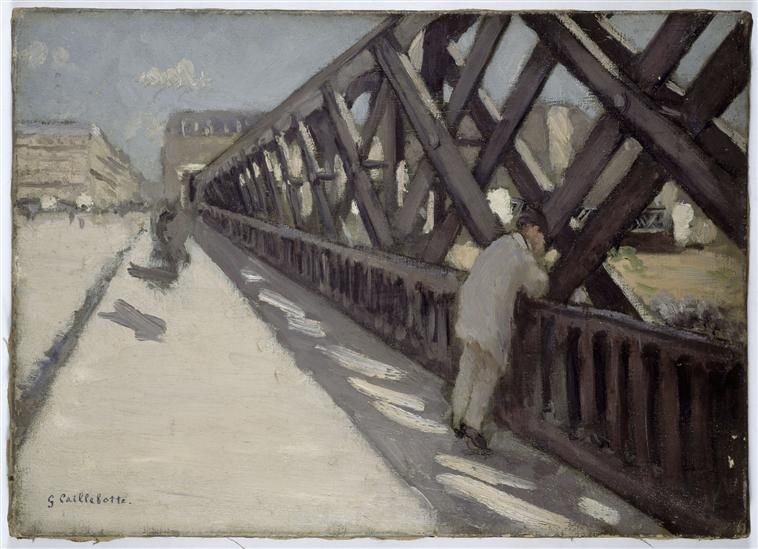
Skiss av Cailebotte från 1876, idag i Musée des beaux-arts de Rennes samlingar.
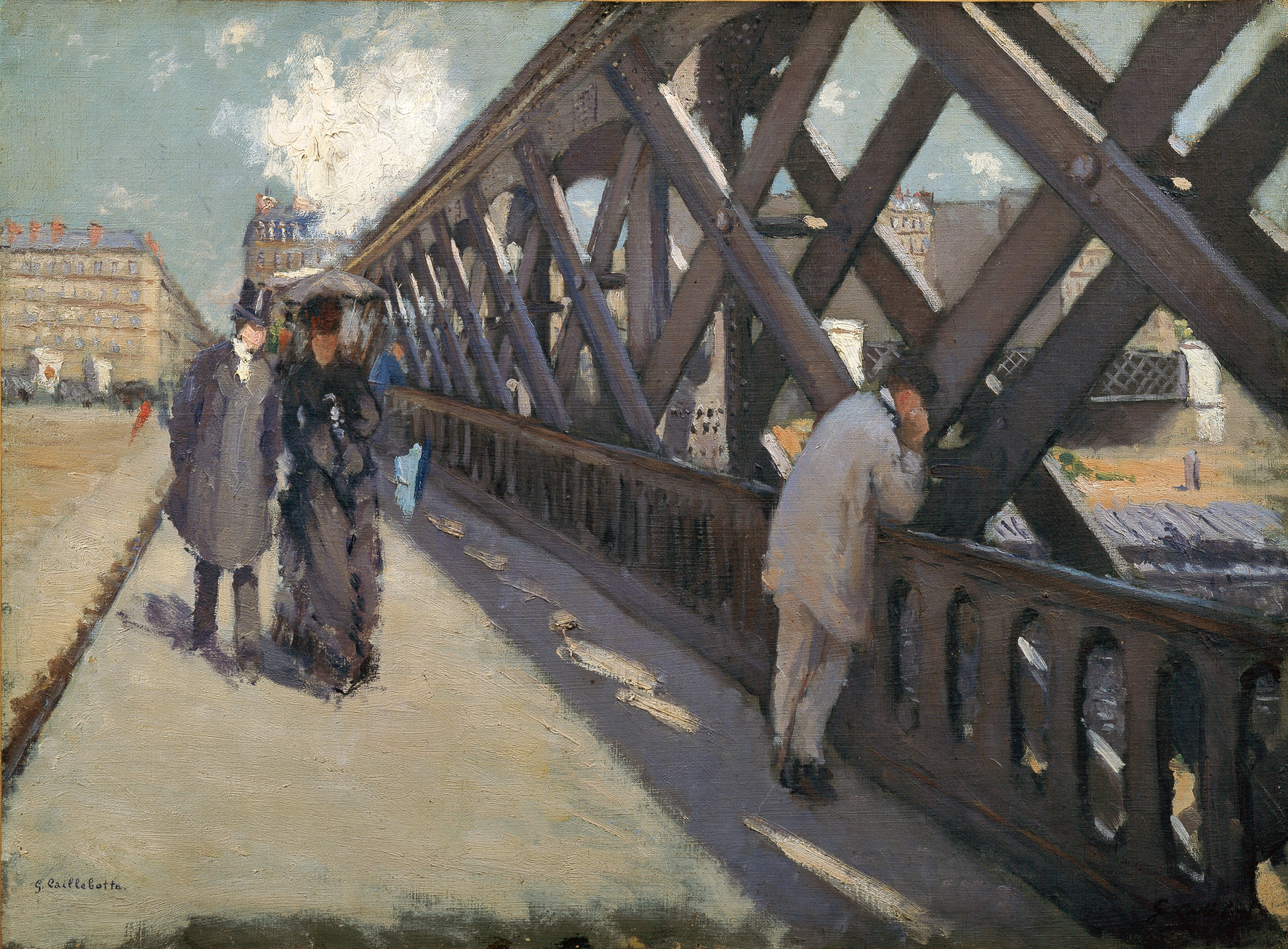
Skiss av Cailebotte från 1876 i privat ägo.
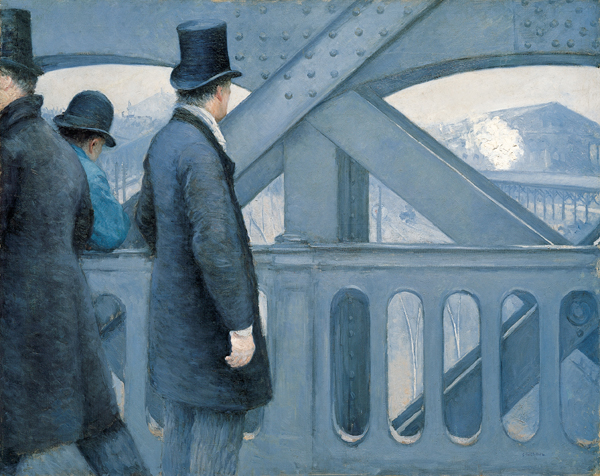
Cailebottes Sur le Pont de l'Europe från 1876–1877 (105,7 x 130,8 cm), Kimbell Art Museum i Texas.
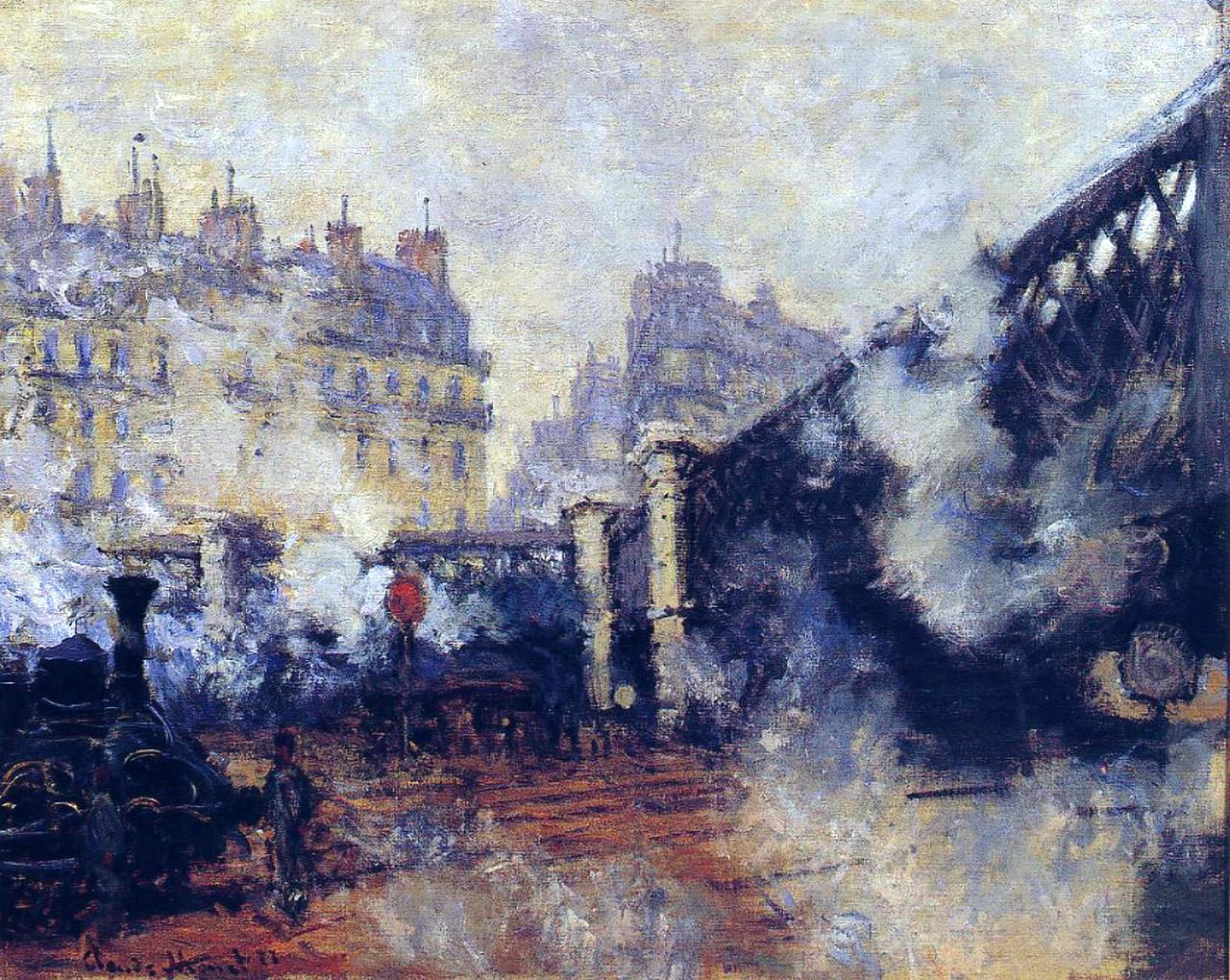
Claude Monets Le Pont de l'Europe, Gare Saint-Lazare, 1877, Musée Marmottan.
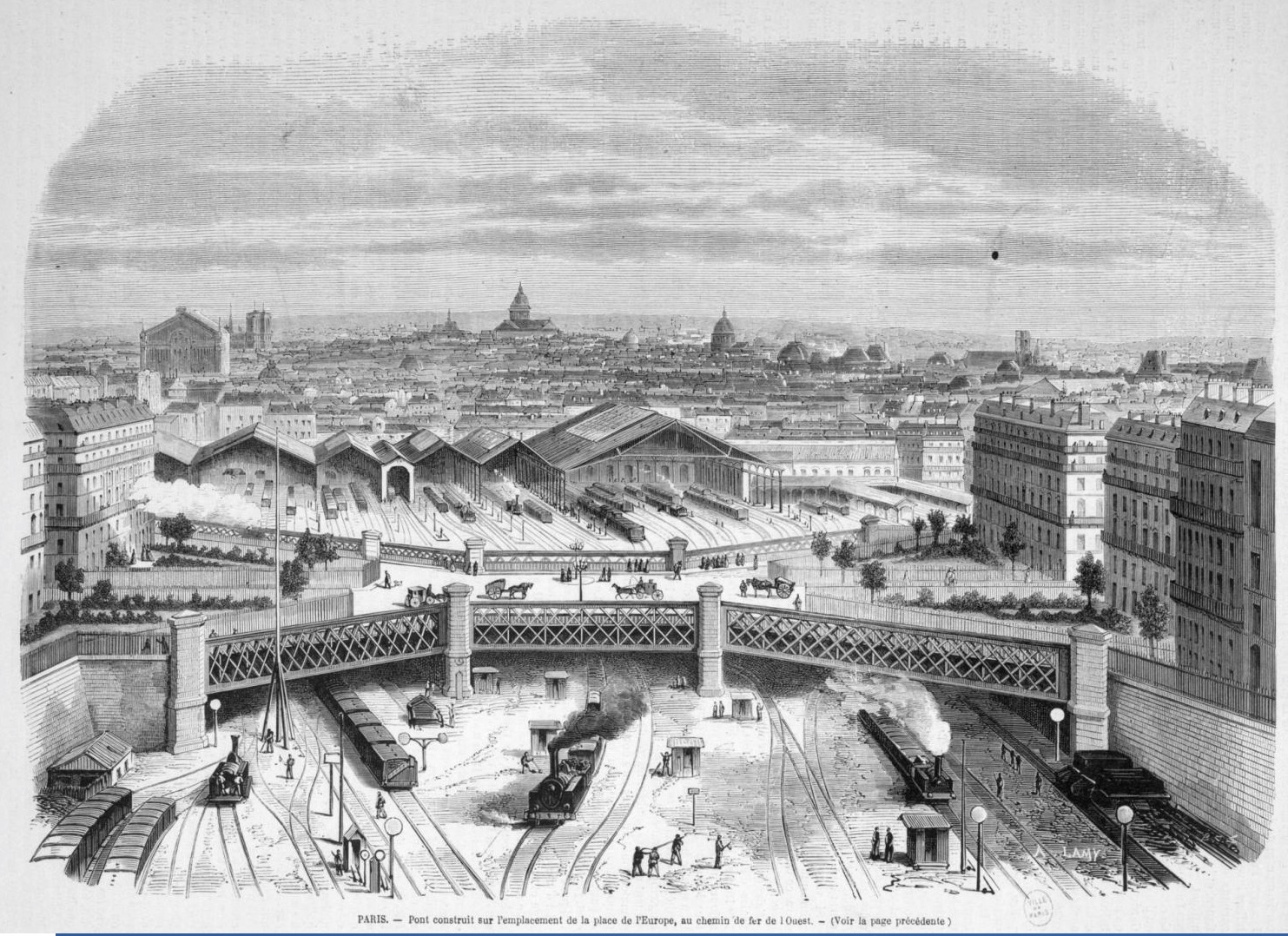
Illustration över spårområdet vid Le Pont de l'Europe 1868.